# إبراهيم الجضران
إبراهيم الجضران (1981-) هو صرصري زعيم ميليشيا ليبي من أجدابيا في شرق ليبيا. وهو ابن سعيد جضران ، اعتقل في فبراير 2005 بتهمه تنظيم مجموعة مسلحة للإطاحة بالزعيم الليبي السابق معمر القذافي. وبعد أن أمضى ست سنوات في سجن أبو سليم الليبي مع أشقائه الأربعة ، أطلق سراحه عام 2011 وشارك لاحقًا كقائد للمتمردين في الثورة الليبية.

## نسبه
وهو ابراهيم بن سعيد بن سالم بن عوض بن عيسى بن حمد بن داوود بن خياط الريح بن منصور بن شامخ بن عبدالدايم جد قبيلة المغاربة الليبية وهي من اهم قبائل الشرق الليبي وتنتمي للسعادي

## حياته
ينتمي الجضران إلى قبيلة المغاربة ، وهي من أهم القبائل في الشرق الليبي وفي أجدابيا وتقطن في المناطق المحيطة بالموانئ النفطية، ويعدّ من الذين تحرّكوا مبكرا لإسقاط نظام معمر القذافي في ثورة 17 فبراير 2011، كما أنّه من دعاة إنشاء النظام الفيدرالي واقتسام السلطة والثروات بين الأقاليم في البلاد.
في عام 2012 بعد الثورة ، عُيِّن قائداً لحرس الدفاع النفطي ، وهي القوة الحكومية التي تحمي المنشآت النفطية الوطنية. كان الجضران غير راضٍ عن تصرفات الحكومة المركزية ، متهماً إياها بالفساد وعدم الكفاءة ، وطالب بمزيد من الحكم الذاتي للمحافظات الشرقية التي تضم حقول النفط الغنية. أعلن أنه يعارض جماعة الإخوان المسلمين التي تسيطر على السلطة المركزية في طرابلس ، بينما حاول منتقدوه ربطه بالجهاديين. كان من دعاة قيام علاقة اتحادية بين مختلف ولايات ليبيا ، حيث تسيطر المحافظات على مواردها الخاصة ، وتدير الحكومة المركزية الشؤون العسكرية والخارجية.
في عام 2013 ، أنشأ المكتب السياسي لبرقة وأمن السيطرة على الموانئ النفطية الشرقية ، وهي السدرة ورأس لانوف والزويتينة. بحلول أكتوبر 2013 ، قدر عدد ميليشيا الجضران ، قوة الدفاع الذاتي في برقة ، بـ 17500 رجل. 
في عام 2014 ، حاول الجضران بيع النفط بمعزل عن الحكومة المركزية. تم تحميل سفينة MV Morning Glory بالنفط الخام من ميناء السدرة . فشلت البحرية الليبية في القبض على الناقلة . وبسبب هذه الحادثة تمت الإطاحة برئيس وزراء ليبيا علي زيدان من قبل البرلمان بقيادة تحالف الإخوان المسلمين. ومع ذلك ، فإن نجاح الجضران لم يدم طويلا. وأعلنت السفيرة الأمريكية ديبورا ك. جونز أن تصرفات الجضران هي «سرقة ثروات الشعب الليبي». بناء على طلب من الحكومة الليبية ، سيطرت القوات الأمريكية على السفينة في 16 مارس / آذار 2014 ، مما جعل الجضران غير قادر على بيع النفط دون إذن من الحكومة المركزية. 
قرر مجلس الأمن الدولي إضافة اسمه إلى قائمة العقوبات الدولية، بتهمة القيام بأعمال تزعزع أمن واستقرار ليبيا، وتخرق قرارات المجلس.وشملت العقوبات تجميد الأصول المالية له، وحظر السفر ، بموجب مواثيق الأمم المتحدة، وقرار المجلس 1970 لسنة 2011. 